# エルサレム賞
社会の中の個人の自由のためのエルサレム賞（英語：Jerusalem Prize for the Freedom of the Individual in Society）は、エルサレム国際ブックフェアにて表彰される文学賞。略称はエルサレム賞（ヘブライ語：פרס ירושלים、英語：Jerusalem Prize）。

## 概要
エルサレム国際ブックフェアは2年に1回開催されており、それに合わせて授賞式が行われる。受賞者の選考は、エルサレム賞選考委員会によって行われる。この選考委員会の委員は、イスラエルのエルサレム地区エルサレム市の市長により任命される。
原則として作家に授与される。人間の自由、社会、政治、政府というテーマを扱った著作を書いている作家が授賞対象となる。受賞者は授賞式会場での演説を行うが、過去にはイスラエルの政策に反発し訪れなかった者もいる。

## 歴代受賞者
| 年     | 受賞者                             | 国籍                            |
| ------ | ---------------------------------- | ------------------------------- |
| 1963年 | バートランド・ラッセル             | イギリス                        |
| 1965年 | マックス・フリッシュ               | スイス                          |
| 1967年 | アンドレ・シュヴァルツ＝バルト     | フランス                        |
| 1969年 | イニャツィオ・シローネ             | イタリア                        |
| 1971年 | ホルヘ・ルイス・ボルヘス           | アルゼンチン                    |
| 1973年 | ウジェーヌ・イヨネスコ             | ルーマニア / フランス           |
| 1975年 | シモーヌ・ド・ボーヴォワール       | フランス                        |
| 1977年 | オクタビオ・パス                   | メキシコ                        |
| 1979年 | アイザイア・バーリン               | ロシア帝国 / イギリス           |
| 1981年 | グレアム・グリーン                 | イギリス                        |
| 1983年 | V・S・ナイポール                   | トリニダード・トバゴ / イギリス |
| 1985年 | ミラン・クンデラ                   | チェコスロバキア / フランス     |
| 1987年 | J・M・クッツェー                   | 南アフリカ / オーストラリア     |
| 1989年 | エルネスト・サバト                 | アルゼンチン                    |
| 1991年 | ズビグニェフ・ヘルベルト           | ポーランド                      |
| 1993年 | シュテファン・ハイム               | ドイツ                          |
| 1995年 | マリオ・バルガス・リョサ           | ペルー / スペイン               |
| 1997年 | ホルヘ・センプルン                 | スペイン                        |
| 1999年 | ドン・デリーロ                     | アメリカ合衆国                  |
| 2001年 | スーザン・ソンタグ                 | アメリカ合衆国                  |
| 2003年 | アーサー・ミラー                   | アメリカ合衆国                  |
| 2005年 | アントニオ・ロボ・アントゥーネス   | ポルトガル                      |
| 2007年 | レシェク・コワコフスキ             | ポーランド                      |
| 2009年 | 村上春樹                           | 日本                            |
| 2011年 | イアン・マキューアン               | イギリス                        |
| 2013年 | アントーニオ・ムーニョス・モリーナ | スペイン                        |
| 2015年 | イスマイル・カダレ                 | アルバニア                      |
| 2017年 | カール・オーヴェ・クナウスゴール   | ノルウェー                      |
| 2019年 | ジョイス・キャロル・オーツ         | アメリカ合衆国                  |
| 2021年 | ジュリアン・バーンズ               | イギリス                        |
| 2025年 | ミシェル・ウエルベック             | フランス                        |